# Chikugo (Fukuoka)
Chikugo (jap. 筑後市 Chikugo-shi) ist eine Stadt in der Präfektur Fukuoka in Japan.

## Geographie
Chikugo liegt südlich von Fukuoka und Kurume, und nördlich von Kumamoto. Südlich der Stadt verläuft der Yabe. Kleinere durch das Stadtgebiet verlaufende Flüsse sind zudem der Yamanoi und Hanamune.

## Geschichte
Die Stadt Chikugo wurde am 1. April 1954 gegründet.

## Politik
Chikugo liegt zusammen mit Ōmuta, Yanagawa, Miyama, der Stadt Yame und dem Kreis Yame im rund 293.000 Einwohner zählenden Wahlkreis 7 der Präfektur Fukuoka.

## Sehenswürdigkeiten
Im Stadtteil Mizuta liegt der Shintō-Schrein Mizuta-Tenmangū (水田天満宮) sowie der Tsukiyomi-Schrein (月読神社) und der buddhistische Tempel Raikō-ji (来迎寺).

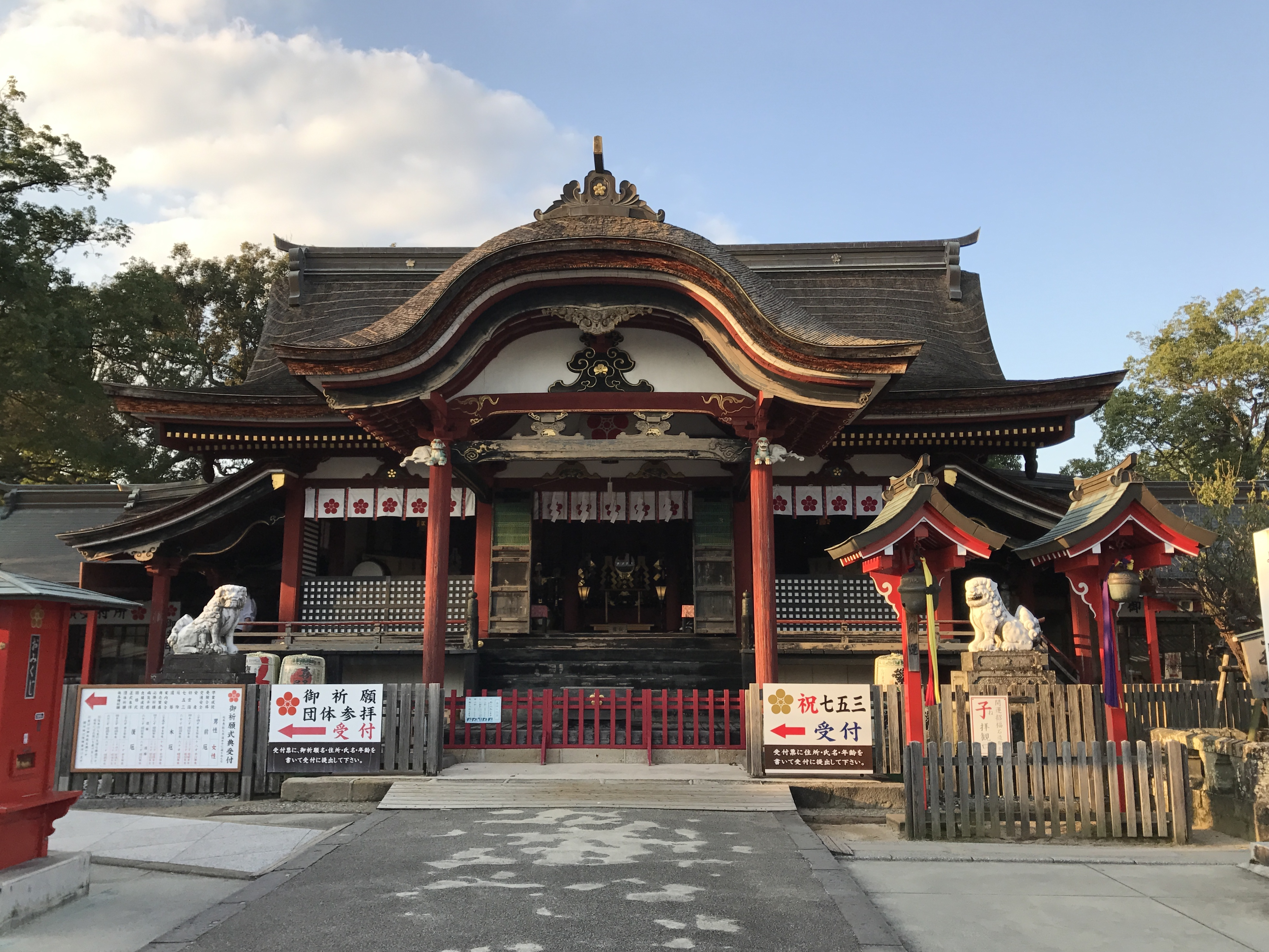
Mizuta-Tenmangū
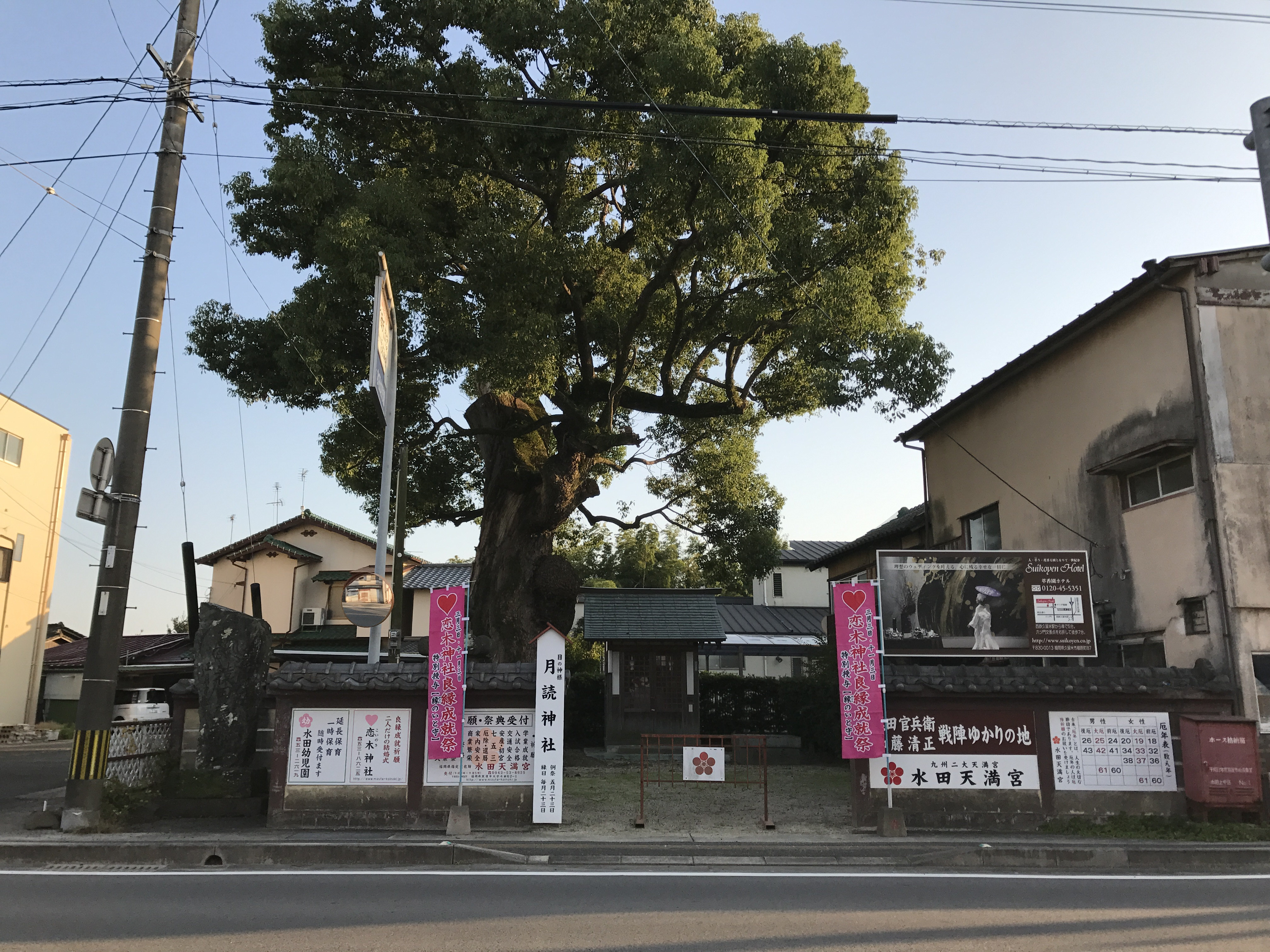
Tsukiyomi-Schrein

## Persönlichkeiten
- Yoshiki Narahara (* 2004), Fußballspieler

## Verkehr
- Straßen:
  - Kyūshū-Autobahn
  - Nationalstraßen 209, 442
- Eisenbahn:
  - JR Kagoshima-Hauptlinie: nach Kitakyūshū oder Chikushino

## Angrenzende Städte und Gemeinden
- Kurume
- Yanagawa
- Yame
- Miyama
- Ōki
- Hirokawa